# 白斑燕属
白斑燕属（学名：Atticora）是燕科下的一个属。

## 下属物种
本属包括以下物种：
- 白斑燕 Atticora fasciata (Gmelin, 1789)
- Atticora melanoleuca (Wied-Neuwied, 1820)
- 白腿燕 Atticora tibialis